# Ukamenia thailandica
Ukamenia thailandica — вид лускокрилих комах родини листовійок (Tortricidae). Описаний у 2020 році.

## Поширення
Ендемік Таїланду. Виявлений у заповіднику Фу К'яо провінції Чайяпхум.

## Опис
Вид схожий на Ukamenia sapporensis (Matsumura, 1931). Відрізняється будовою репродуктивних органів.